# Volpone (Stefan Zweig)

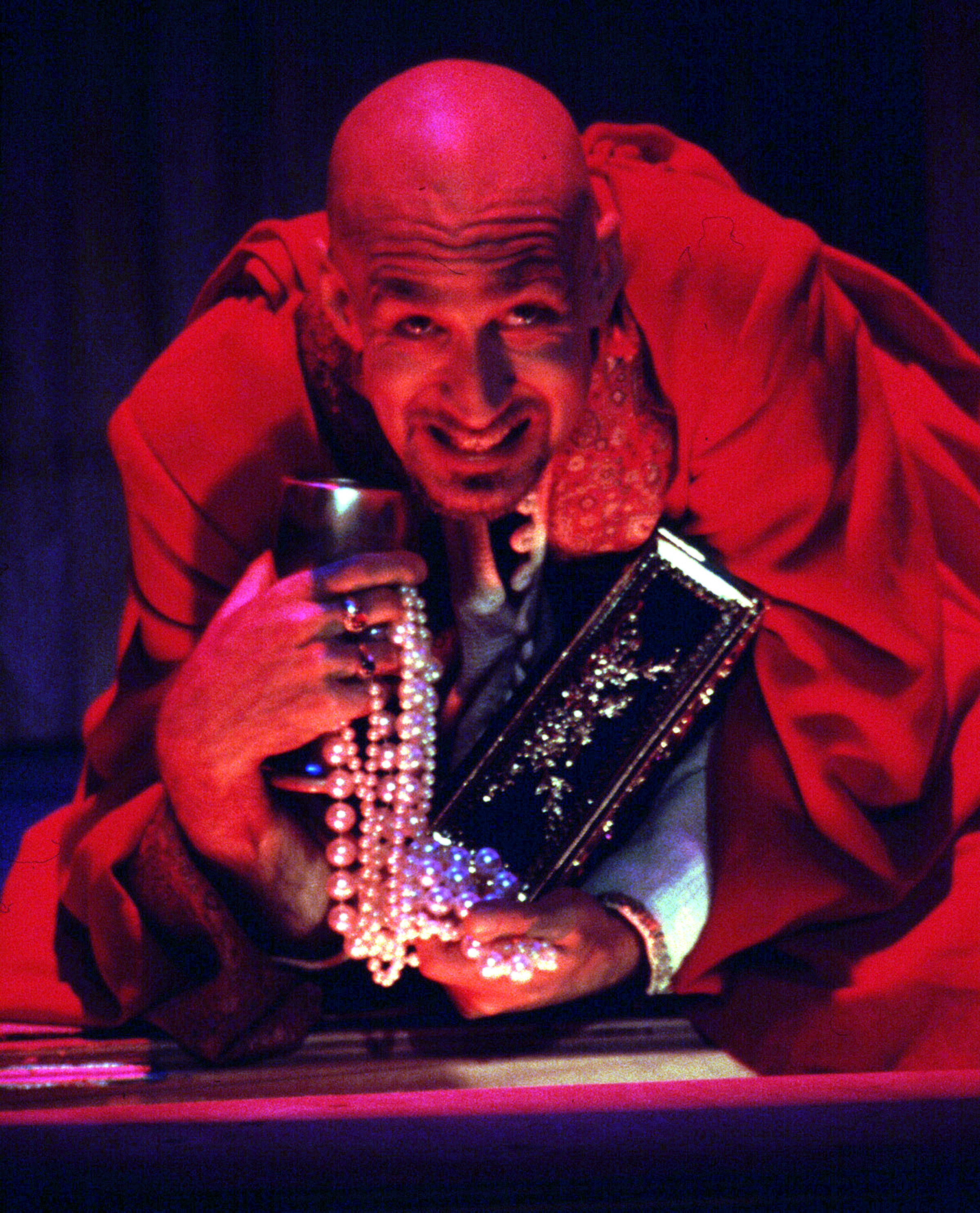
Stephen Moorer als Volpone in einer Inszenierung des Pacific Repertory Theatre, Carmel, 2000

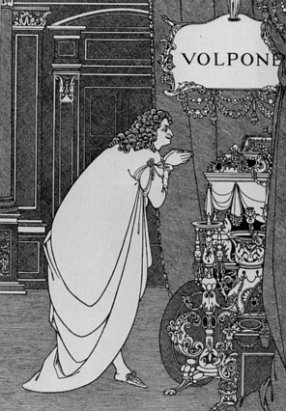
Illustration des Volpone von 1898 durch Aubrey Beardsley

Volpone ist eine Komödie von Stefan Zweig nach Motiven von Ben Jonson.

## Bearbeitung durch Stefan Zweig
Stefan Zweig veröffentlichte 1926 eine völlig freie Neubearbeitung des Klassikers. Er übernahm dabei großteils die Figuren der Commedia dell’arte, formulierte aber frei und in vergleichsweise moderner Ausdrucksweise. Dabei änderte er sowohl die Originalgeschichte als auch die Charaktere in weiten Teilen ab und schrieb ein neues Ende, bei dem Volpone sein Vermögen an Mosca verliert. Drei Akte, 13 Rollen (davon zwei weiblich, elf männlich), Spieldauer ca. 160 Minuten. Ort: Venedig. Zeit: Renaissance.

### Inhaltsangabe
Der reiche Kaufmann Volpone (‚Fuchs’) liegt im Sterben. Zumindest glauben das die habgierigen Venezianer Corbaccio (‚böse Krähe’), Corvino (‚Rabe’) und Voltore (‚Geier’), die den Todkranken umschwirren und mit Geschenken überhäufen, um als Erben seines Vermögens eingesetzt zu werden. In Wirklichkeit ist Volpone jedoch putzmunter, er will sich nur ausgiebig an den Erbschleichern bereichern und sich dann zu seiner Familie nach Smyrna absetzen. Ein wendiger junger Gehilfe und Schmarotzer namens Mosca (‚Fliege’) unterstützt ihn bei diesem Spiel.
Mosca spielt die Erbschleicher geschickt gegeneinander aus und stachelt sie dazu an, einander in ihren Gunstbezeugungen für den vermeintlich Sterbenden zu übertreffen. Den Geizkragen Corbaccio überredet er dazu, seinen Sohn zu enterben, und den eifersüchtigen Händler Corvino bringt er sogar dazu, dass er Volpone ‚als Zeichen der Freundschaft’ seine Frau Colomba (‚Taube’) anbietet, damit diese den ‚armen kranken Mann’ pflegt. Corvino hofft nämlich, dass Volpone durch die Aufregung der Schlag treffen könnte. Colomba, die davon nichts ahnt, ist über die plötzliche Genesung Volpones und vor allem seine stürmischen Annäherungsversuche so entsetzt, dass sie laut um Hilfe ruft. Volpone wird daraufhin von drei Sbirren (Wachmännern) verhaftet und vor das Gericht der Republik Venedig gebracht. Ankläger ist Leone (‚Löwe’), der um sein Erbe gebrachte Sohn des Corbaccio, der die Hilferufe Colombas aus dem Nebenzimmer gehört hat und der das üble Spiel Volpones durchschaut. Der hitzköpfige Leone kann jedoch vor Gericht gegenüber den geschickten Manövern und Lügengeschichten der Erbschleicher nicht bestehen, die ja allesamt ein Interesse haben, dass ihr zukünftiger Wohltäter nicht im Gefängnis landet, ohne einen Erben bestimmt zu haben. Leone verliert den Prozess und bekommt einen Wutanfall, was sogar dazu führt, dass ihn der Richter auf der Piazza an den Pranger stellen lässt.
Nach dem Prozess drängen alle auf das ihnen exklusiv versprochene Testament, und Volpone bleibt nichts anderes übrig, als mehrere Testamente auszufertigen und jeden einzeln als ‚Alleinerben’ einzusetzen. Er bedauert anschließend, dass er nicht miterleben könne, wie sich die habgierigen Venezianer um das Erbe streiten würden und beschließt daher, seinen Tod vorzutäuschen, um dieses Schauspiel genießen zu können. Mosca jedoch will bei diesem neuerlichen Schwindel nicht mehr mitmachen und willigt schließlich nur unter der Bedingung ein, dass auch er ein Testament bekommt, das ihn als Alleinerben ausweist.

Mosca lässt also ausrichten, Volpone sei gestorben. Sogleich flattern die Galgenvögel herbei und beginnen um das Erbe zu streiten. Der herbeigerufene Richter verurteilt Volpone als Betrüger und verkündet, dass die Leiche des Volpone, der ja noch sehr lebendig ist und sich zitternd hinter dem Bettvorhang versteckt, an einem öffentlichen Platz aufgehängt werden soll. Da tritt Mosca hervor, zeigt sein Testament und verkündet großzügig, dass er als Alleinerbe den Erbschleichern alle ihre Geschenke und noch mehr zurückgeben wolle, sofern sie nur den Leichnam Volpones verschonen wollten. Die Betrogenen willigen ein, und Volpone muss froh sein, wenigstens das nackte Leben aus Venedig mit nach Hause zu nehmen. 

„Ihr habt die andern wollen zum Narren machen und seid’s selber geworden“

## Sekundärliteratur
- Jonas A. Barish: Die Doppelhandlung in Ben Jonsons „Volpone“. In: Willi Erzgräber (Hrsg.): Interpretationen Band 7 · Englische Literatur von Thomas Morus bis Laurence Sterne. Fischer Verlag, Frankfurt a. M. et al. 1970, S. 96–111.
- Giorgia Sogos: L´evoluzione del conflitto nel Volpone di Stefan Zweig. In: Giorgia Sogos: Stefan Zweig, der Kosmopolit. Studiensammlung über seine Werke und andere Beiträge. Eine kritische Analyse. Free Pen Verlag, Bonn 2017, S. 11–32. ISBN 978-3-945177-43-3.

## Verfilmungen
- 1938/41 von Maurice Tourneur mit Harry Baur (Volpone), Louis Jouvet (Mosca), Jacqueline Delubac (Colomba)
- 1967 als "The Honey Pot" von Joseph L. Mankiewicz, mit Rex Harrison (Fox), Cliff Robertson (McFly), Maggie Smith (Sarah)
- 1974 von György Fehér (TV) mit Tamás Major (Volpone), Lajos Básti (Mosca), Ildikó Bánsági (Colomba)
- 1978 von Pierre Sabbagh (TV) mit Jean Le Poulain (Volpone), Francis Huster (Mosca), Claude Jade (Colomba)
- 1978 von Annelies Thomas (TV) mit Rolf Hoppe (Volpone), Hanns-Jörn Weber (Mosca), Jadranka Matkovic (Colomba)
- 2003 von Frédéric Auburtin (TV) mit Gérard Depardieu (Volpone), Daniel Prévost (Mosca), Inés Sastre (Colomba)

## Hörspiele
- 1952: Volpone oder der Fuchs. Produzent: NWDR. Bearbeitung (Wort): Ernst Drolinvaux. Regie: Kurt Ehrhardt.

Sprecher u. a.Erich Ponto, Hannes Messemer, Otto Burger und Inge Meysel.
- 1957: Volpone. Produzent: BR. Bearbeitung (Wort): Stefan Zweig, Eberhard Freudenberg und Carl Conrad. Regie: Helmut Brennicke.

Sprecher u. a.Heinz Moog, Heinz Drache, Gertrud Kückelmann, Werner Hessenland, und Fritz Rasp.
- 1972: Volpone oder Der Fuchs. Produzent: Rundfunk der DDR. Bearbeitung (Wort) und Dramaturgie: Peter Goslicki. Regie: Werner Grunow

Sprecher u. a.Kurt Böwe, Klaus Piontek, Monica Bielenstein, Heinz Hinze und Herwart Grosse.